# 953 Пенлева
953 Пенлева (953 Painleva) — астероїд головного поясу, відкритий 29 квітня 1921 року.
Тіссеранів параметр щодо Юпітера — 3,286.
Названий на честь Поля Пенлеве, французького математика і двічі прем'єр-міністра Третьої французької республіки.